# Embrace the Darkness 3
Pour plus de détails, voir Fiche technique et Distribution.
Embrace the Darkness 3 est un film américain réalisé par Robert Kubilos sorti en 2002. C'est le dernier volet de la trilogie.

## Synopsis
Jennifer (Chelsea Blue) est une jeune femme vampire qui est amenée à croire que Victor (Ty Winston), un vampire de 200 ans, peut réaliser tous ses désirs.

## Fiche technique
- Titre : Embrace the Darkness 3
- Réalisateur : Robert Kubilos (crédité comme Bob Kubilos)
- Scénario : Remington Underwood
- Producteur : Randy Rowen
- Producteur exécutif : Kelley Cauthen
- Production :
- Monteur : Adam Severin
- Musique : Herman Beeftink
- Pays de production :  États-Unis
- Langue : anglais
- Format : Couleurs
- Durée : 102 minutes
- Dates de sortie :
  - États-Unis : 2002
- Canada : 2002
- Belgique : 17 septembre 2002
- Australie : 2003
- Japon : 26 septembre 2003

## Distribution
- Chelsea Blue : Jennifer (créditée comme Brooke Larele)
- Tiffany Shepis : Anna (créditée comme Vanessa Lynch)
- Ty Winston : Victor
- Glen Meadows (nl) : Sean
- Mia Zottoli : Ivy (créditée comme Ava Lake)
- Lyn Mahler : Sybil
- Kent Kasper : Sullivan
- Holly Hollywood : la blonde
- Allison Beal : Gigi
- Sasha Peralto : l'ingénue (créditée comme Sasha Rochelle)
- Victoria Zena : Lori
- Amy Facklam : Lisa
- Tristen Coeur D'Alene : Jack
- Dee Summer : Faith